# 興揚專案
興揚專案或稱興揚之旅，正式名稱為和平永續、邦誼永固之旅，是第11任中華民國總統陳水扁於2006年5月出訪巴拉圭、哥斯达黎加、利比亚的一次國是訪問。

## 背景
陳水扁總統於2006年初接受參加哥斯达黎加总统奥斯卡·阿里亚斯就職典禮的邀請，並且計畫前往巴拉圭進行國是訪問。中華民國政府在該年2、3月間向美国提出過境請求，可是美方沒有立即回應，直至啟程前一日才通知可以過境夏威夷及阿拉斯加，飛機僅能加油而不能安排活動。:392-393

## 經過
訪問行程於5月3日下午宣布，將於阿拉斯加州首府安克拉治作短暫過境。4日決定取消過境美國，不公開地改為往西航行，經阿拉伯联合酋长国阿布扎比、荷兰等航點，繞道前往美洲。離開阿布達比時，興揚專案行程曝光，中国驻黎巴嫩大使馆阻止總統專機在黎巴嫩過境，專機不得在黎巴嫩降落，遂飛往荷蘭再前往巴拉圭。:394

### 巴拉圭
5月5日， 抵達巴拉圭首都亞松森，停留2天進行國是訪問。陳水扁對巴拉圭总统尼卡诺尔·杜阿尔特·弗鲁托斯允諾臺灣增加對巴拉圭的牛肉進口，從每年的220公噸增加至440公噸，以增進兩國的友誼。隨後陳拜訪巴拉圭國會，並重複了臺灣從該年開始加倍進口巴拉圭的牛肉的決定。陳告訴巴拉圭國會議員，他個人喜歡巴拉圭出產的牛肉，巴拉圭的牛肉不但美味，且免於狂牛症與口蹄疫的威脅。除此之外，陳主張推動臺灣與巴拉圭的文化交流，中華民國政府將提供獎學金，在臺灣的巴拉圭留學生將從當時的42人，至2008年將成長為100人。在結束國會演說之後，陳水扁在該地會見了臺灣僑民，重申將繼續推動制定新宪法，並追求兩岸和平。
5月6日晚上，陳水扁接受巴拉圭国宴款待，席間陳邀請杜阿爾特造訪台灣。

### 哥斯大黎加
5月8日，抵達哥斯达黎加首都聖荷西市，停留2天，參加哥國奥斯卡·阿里亚斯總統就職大典。

### 利比亞
5月10日離開哥斯大黎加。結束拉丁美洲訪問後，回程時過境訪問利比亚，與利比亞領導人格達費舉行元首會談。

### 印度尼西亞
離開利比亞後，回程過境訪問緊鄰新加坡的印尼屬島巴淡島，旅新臺商聞訊前往巴淡島迎接陳:394-395。5月11日，返回臺灣。

## 影響及後續
新加坡記者陈加昌在《超越島國思維-李光耀的建國路與兩岸情》中記述，陳水扁訪問利比亞，格達費與陳水扁會晤，是中华人民共和国不再表態反對美国推翻格達費政權的因素之一。導致美國放手支援利比亞國內的反對武裝，直到推翻格達費為止。:395
哥斯达黎加总统奥斯卡·阿里亚斯於隔年6月7日，宣布與中華民國斷交，結束66年的邦交關係。

## 論文
- 施創譯，2007，外交官困局：以興揚之旅為例，臺北市立建國中學人文及社會科學資優班

## 外部連結
- 自由時報 總統興揚之旅專題報導
- TVBS 陳總統興揚之旅返國民意調查[]